# Lake Bryan (Teksas)
Lake Bryan je naseljeno mjesto za statističke potrebe u američkoj saveznoj državi Teksas. Prema popisu stanovništva iz 2010. u njemu je živjelo 1.728 stanovnika.